# Перевозчик 3
«Перевозчик 3» (англ. Transporter 3) — криминальный боевик режиссёра Оливье Мегатона, является продолжением фильмов «Перевозчик» и «Перевозчик 2».

## Сюжет
Фрэнк Мартин решил поменять работу «перевозчика» на спокойную и уединённую жизнь во французской Ривьере. Но его планам не суждено сбыться, когда к нему обратился бывший солдат из отряда «Дельта» Йонас Джонсон. Он рассказал, что по заказу корпорации Ecocorp, занимающейся переработкой и утилизацией отходов, похищена Валентина — дочь украинского министра охраны окружающей среды Леонида Томиленко — чтобы путём вымогательства получить официальное разрешение для утилизации ядовитых отходов на территории Украины. Теперь задача героя — доставить Валентину через Европу к месту назначения. Чтобы обеспечить выполнение задания, Джонсон надевает Фрэнку и Валентине бинарно-электромагнитные браслеты, взрывающиеся, если их обладатели удаляются на 25 метров от автомобиля.
Путь Фрэнка лежит через Будапешт, Бухарест и заканчивается в Одессе, и ему приходится противостоять головорезам Джонсона. Фрэнку помогает инспектор Таркони, занимающийся расследованием дела. В ходе путешествия Фрэнк и его пассажирка постепенно находят общий язык и сближаются. Фрэнку удаётся в последний момент избавиться от браслетов, уничтожить Джонсона и спасти Валентину.

## В ролях
| Актёр                | Роль                                  |
| -------------------- | ------------------------------------- |
| Джейсон Стейтем      | Фрэнк Мартин                          |
| Йерун Краббе         | Леонид Томиленко (в титрах — Василев) |
| Роберт Нэппер        | Джонсон                               |
| Франсуа Берлеан      | инспектор Таркони                     |
| Наталья Рудакова     | Валентина                             |
| Катя Ченко           | секретарь                             |
| Джастин Роджерс Холл | Норатьё                               |
| Эрик Эбуане          | Айс                                   |
|                      | Малком Менвил                         |
| Фарид Элуарди        | Юрий                                  |
| Сэмми Шилт           | гигант                                |

## Прокат
Премьера в Канаде, США и Франции состоялась 26 ноября 2008 года, в России и Украине — 27 ноября 2008 года, в Норвегии, Польше и ЮАР — 16 января 2009 года.

### Сборы
В первые выходные собрал 12 063 452 $ (7 место). В прокате с 26 ноября 2008 по 1 января 2009, наибольшее число показов в 2626 кинотеатрах единовременно. За время проката собрал в мире 108 979 549 $ (55 место по итогам года) из них 31 715 062 $ в США (90 место по итогам года) и 77 264 487 $ в остальном мире. В Германии фильм шёл с 8 января по 1 марта 2009 и собрал 11 778 941 $, в Республике Корея фильм шёл с 8 января по 1 февраля 2009 и собрал 4 454 269 $, в странах СНГ фильм шёл с 27 ноября 2008 по 25 января 2009 и собрал 9 345 065 $, во Франции фильм шёл с 26 ноября 2008 по 11 января 2009 и собрал 11 370 900 $.

## Саундтрек к фильму
Продолжительность: 1:04:42
Трек-лист:
1. Alexandre Azaria — «Take Care Of Them»
2. Eve — «Set It On Fire»
3. Alexandre Azaria — «M T Room»
4. Alexandre Azaria — «Better Now, Darling»
5. Alexandre Azaria — «Back From The Grave»
6. Holly Golightly — «Wherever You Were»
7. Alexandre Azaria — «Home»
8. Alexandre Azaria — Drive Faster"
9. Tricky — «Hell Is Around The Corner»
10. Alexandre Azaria — «Landscape»
11. Alexandre Azaria — «Marseille»
12. Birdy Nam Nam — «Trans Boulogne Express»
13. Benjamin Theves — «Texas (Sebastian Remix)»
14. Alexandre Azaria — «Please To Meet You»
15. Alexandre Azaria — «Crazy Train»
16. Stooges — «I Wanna Be Your Dog»
17. Alexandre Azaria — «One More Time»